# Doustne leki przeciwcukrzycowe
Doustne leki przeciwcukrzycowe, doustne leki hipoglikemizujące – grupa leków stosowanych w cukrzycy. Leki te różnią się pod względem mechanizmu działania, profilu farmakologicznego, ale ich wspólną cechą jest zasadniczy efekt działania – obniżanie stężenia glukozy we krwi (działanie hipoglikemizujące).
Doustne leki przeciwcukrzycowe znajdują zastosowanie przede wszystkim w leczeniu cukrzycy typu 2, oraz niektóre z nich (pochodne biguanidowe) pomocniczo w wybranych przypadkach cukrzycy typu 1 (zmniejszenie wahań glikemii poposiłkowej, obniżenie poziomu lipidów).
Pierwszym lekiem był karbutamid z grupy pochodnych sulfonylomocznika zastosowany w leczeniu cukrzycy w roku 1955.
Leki tej grupy, wpływając na proces uwalniania insuliny z aktywnych jeszcze wysp trzustkowych pozwalają na leczenie pacjenta przy użyciu endogennej (własnej) insuliny, co z wielu względów jest najkorzystniejsze dla chorego. Mają poza tym znikome działanie uboczne i są dobrze tolerowane. Ich działanie obniżają kortykosteroidy, natriuretyki, sympatykomimetyki oraz hormony tarczycy.
Pochodne biguanidu są nieco gorzej tolerowane, ponadto może wystąpić w trakcie ich stosowania groźne powikłanie (kwasica mleczanowa). Natomiast ich zaletą jest działanie obniżające poziom trójglicerydów, wpływają też korzystnie jeśli chodzi o redukcję wagi ciała.
Zdecydowana większość chorych na cukrzycę typu 2 może być z powodzeniem leczona tymi lekami w pierwszym okresie choroby. W późniejszym okresie, wraz z postępem choroby, dochodzi do wtórnej nieskuteczności tych leków i zachodzi konieczność leczenia przy użyciu insuliny. Najczęściej kojarzy się pochodną sulfonylomocznika z metforminą. Stosowanie doustnych leków przeciwcukrzycowych jest przeciwwskazane w trakcie ciąży i karmienia piersią.

## Podział

### Grupy doustnych leków hipoglikemizujących
Zarówno pochodne sulfonylomocznika, jak i glinidy, wpływają na wychwyt glukozy przez komórki β wysp trzustki. Są one blokerami kanałów potasowych we wspomnianych wcześniej komórkach, powodując zmniejszenie przepuszczalności błony komórkowej dla jonów K+ oraz otwarcie zależnych od napięcia kanałów wapniowych i wzrost poziomu Ca 2+ w komórce. Zwiększają tym samym wrażliwość komórek β na insulinę. Bywają nazywane lekami insulinotropowymi.
- pochodne sulfonylomocznika
  - tolbutamid, chlorpropamid
  - glibenklamid, gliklazyd, glikwidon, glipizyd
  - glimepiryd
  - karbutamid

Pochodne sulfonylomocznika wpływają na wychwyt glukozy przez komórki β wysp trzustki. Są one blokerami kanałów potasowych we wspomnianych wcześniej komórkach powodując zmniejszenie przepuszczalności błony komórkowej dla jonów K+ oraz otwarcie zależnych od napięcia kanałów wapniowych i wzrost poziomu Ca 2+ w komórce. Zwiększają tym samym wrażliwość komórek β na insulinę. Nasilają proces glikogenogenezy oraz uwrażliwiają tkanki na działanie insuliny. Pochodne sulfonylomocznika dobrze wchłaniają się z przewodu pokarmowego. Ich biodostępność wynosi 50–90%. Wyjątek stanowi glibenklamid. Podawane są rano, przed śniadaniem. Leki z tej grupy mogą powodować przyrost masy ciała, dlatego nie są zalecane do stosowania u osób z nadwagą. Do najpowszechniejszych działań niepożądanych należą zaburzenia żołądkowo-jelitowe. Przy przyjmowaniu leków z tej grupy może pojawić się hipoglikemia. Przeciwwskazaniem do ich stosowania jest ciężka niewydolność nerek i wątroby oraz śpiączka cukrzycowa.
- glinidy
  - repaglinid
  - nateglinid

Mają podobny mechanizm działania do pochodnych sulfonylomocznika, lecz działają od nich szybciej i krócej. Także przy ich stosowaniu mniejsze jest ryzyko hipoglikemii. Działania niepożądane, jak i przeciwwskazania również podobne do pochodnych sulfonylomocznika.
- leki inkretynowe
  - GLP-1 mimetyki
    - eksenatyd

Eksenatyd jest analogiem ludzkiego glukagonopodobnego peptydu-1 (GLP-1). Zwiększa wydzielanie insuliny przez komórki β trzustki oraz hamuje wydzielanie glukagonu. W związku z tym prowadzi do zmniejszenia procesu glikolizy i glukoneogenezy. Zwalnia opróżnianie się żołądka, przez co zmniejsza szybkość przenikania do krwi glukozy pochodzącej z pokarmu. Poprawia kontrolę glikemii u chorych na cukrzycę typu 2 poprzez natychmiastowe i długotrwałe zmniejszenie stężenia glukozy zarówno po posiłku, jak i na czczo. Eksenatyd zalecany jest do stosowania u chorych, u których nie powiodła się terapia metforminą czy pochodnymi sulfonylomocznika. Lek podawany jest podskórnie 2 razy dziennie. Do najpowszechniejszych działań niepożądanych należą dolegliwości żołądkowo- jelitowe i przyrost masy ciała.
- liraglutyd

Liraglutyd, podobnie jak eksenatyd, jest analogiem ludzkiego glukagonopodobnego peptydu-1 (GLP-1), przez co jego działanie jest podobne do wyżej wspomnianego leku. W przeciwieństwie do eksenatydu, liraglutyd powoduje spadek masy ciała. Charakteryzuje się długotrwałym działaniem, dzięki czemu może być podawany raz dziennie.
- Inhibitory dipeptydylopeptydazy 4

- saksagliptyna, linagliptyna, wildagliptyna, sitagliptyna

Leki z tej grupy chronią przed rozkładem glukagonopodobny peptyd-1 (GLP-1) poprzez hamowanie enzymu- peptydazy dipeptydylowej-4. Powoduje to uwrażliwienie komórek β wysp trzustki na glukozę i lepsze wydzielanie insuliny. Dobrze wchłania się z przewodu pokarmowego i mogą być przyjmowane niezależnie od posiłków. Sitagliptyna jest bezpieczna dla pacjentów z niewydolnością nerek.

### Grupy doustnych leków antyhiperglikemicznych
- pochodne biguanidowe
  - metformina

U osób chorych na cukrzycę metformina zmniejsza syntezę glukozy w wątrobie. Hamuje ona glukoneogenezę i glikogenolizę. Przyczynia się do spadku poziomu glukozy we krwi a także lepszego jej wykorzystywania przez narządy. Przy jej stosowaniu poziom hemoglobiny glikozylowanej spada o 1–2%. Metformina korzystnie wpływa na profil lipidowy organizmu (obniża poziom złego cholesterolu LDL i VLDL oraz podnosi poziom HDL. Obniżona zostaje także masa ciała. Na poziomie molekularnym, metformina sprawia lepsze wiązanie się insuliny z jej receptorem. Nasila transport na powierzchnię błony komórkowej białek transportujących glukozę do wnętrza komórki, przez co spada jej stężenie we krwi. Metforminę można stosować samą bądź w skojarzeniu z innymi lekami przeciwcukrzycowymi. Jest dobrze wchłaniana z przewodu pokarmowego (ok. 50–60%). Metforminę zażywa się przy posiłku 2–3 razy na dobę. Do działań niepożądanych należą dolegliwości żołądkowo- jelitowe, metaliczny smak w ustach i rzadko alergie skórne. Jednak najpoważniejszym działaniem niepożądanym jest kwasica mleczanowa, a następnie śpiączka mleczanowa. Przeciwwskazaniem do stosowania metforminy jest niewydolność nerek i wątroby, kwasica ketonowa, śpiączka cukrzycowa, ciezka niewydolność serca, alkoholizm oraz przewlekła obturacyjna choroba płuc (POChP) i zespół bezdechu sennego.
- fenformina (w wielu krajach wycofana z lecznictwa)
- buformina

- Inhibitory α-glukozydazy

Inhibitory α-glukozydazy hamują enzymatyczny rozkład oligosacharydów i disacharydów w rąbku szczoteczkowym jelita cienkiego. Prowadzi to do opóźnienia wchłaniania węglowodanów, a co za tym idzie – zmniejszenie poposiłkowego poziomu glukozy i insuliny we krwi. Podczas stosowania leków z tej grupy obniża się poziom patologicznej hemoglobiny HbA1c oraz spada stężenie triglicerydów we krwi.
- akarboza

Akarboza to najdłużej stosowany przedstawiciel tej grupy leków. Jest pseudotetrasacharydem. Wchłania się nieznacznie z przewodu pokarmowego (<2%). Niewielkie wchłanianie rekompensuje zachowana aktywność jej metabolitu powstającego przez odczepienie cząsteczki glukozy. Można stosować ją w terapii skojarzonej z innymi lekami przeciwcukrzycowymi. Podawana jest również chorym na cukrzycę typu 1 w skojarzeniu z insuliną. Początkowa dawka preparatu jest niewielka (50–100 mg), następnie większa, by stosować go dwa- trzy razy na dobę. Lek przyjmowany jest bezpośrednio przed posiłkiem. Do najczęstszych działań niepożądanych należą wzdęcia, bóle brzucha, nudności czy biegunka. Szczególnie częste są wzdęcia ze względu na hamowanie rozkładu węglowodanów przez α-glukozydazę i fermentowanie cukrów przez bakterie jelitowe. Przeciwwskazaniem do stosowania akarbozy jest ciężka niewydolność nerek i wątroby.
- miglitol

Miglitol jest wielohydroksylową pochodną piperydyny. W przeciwieństwie do akarbozy dobrze wchłania się z przewodu pokarmowego. Działania niepożądane oraz przeciwwskazania są takie same jak w przypadku akarbozy.
- wogliboza

W Polsce dostępna jest tylko akarboza.
- glitazony, tiazolidynediony
  - rosiglitazon
  - pioglitazon

Na poziomie molekularnym działają na peroksysomalne receptory aktywowane przez proliferator typu γ (PPAR γ). Poprzez oddziaływanie PPAR γ z DNA przyspieszone zostaje różnicowanie komórek tłuszczowych. Zostaje utrzymany właściwy poziom glukozy przez zwiększenie wychwytu glukozy przez komórki, nasilenie glikolizy i zmniejszenia glukoneogenezy w wątrobie. Glitazony zwiększają insulinowrazliwość, korygują profil lipidowy (spada poziom LDL i VLDL, a podnosi HDL) oraz zmniejszają nieenzymatyczną glikozyloacją hemoglobiny i powstawanie HbA1c. Są lekami dobrze wchłaniającymi się z przewodu pokarmowego. Do najczęstszych działań niepożądanych należą bóle brzucha, wzdęcia, zatrzymanie wody w organizmie, przyrost masy ciała, osteoporozę czy uszkodzenie szpiku. Rosiglitazon zwiększa poziom cholesterolu: HDL, jak i LDL, przez co zwiększa się ryzyko wystąpienia miażdżycy i zawału serca. Glitazonów nie mogą stosować osoby, u których wykryto uszkodzenia nerek czy wątroby oraz niewydolność krążenia.
- glitazary
  - muraglitazar
  - tezaglitazar
  - saroglitazar

Glitazary są agonistami PPAR. Wpływają na gospodarkę węglowodanową organizmu przez zmniejszenie stężenia glukozy we krwi i insulinooporności. Obniżają także poziom cholesterolu (również LDL) oraz triglicerydów.